# Brettus
Brettus Thorell, 1895 è un genere di ragni appartenente alla famiglia Salticidae.

## Distribuzione
Delle sette specie oggi note di questo genere, sei sono state rinvenute in diverse località dell'Asia meridionale; una è endemica del Madagascar.

## Tassonomia
A giugno 2011, si compone di sette specie:
- Brettus adonis Simon, 1900 — Sri Lanka
- Brettus albolimbatus Simon, 1900 — India, Cina
- Brettus anchorum Wanless, 1979 — India, Nepal
- Brettus celebensis (Merian, 1911) — Celebes
- Brettus cingulatus Thorell, 1895[2] — Birmania
- Brettus madagascarensis (Peckham & Peckham, 1903) — Madagascar
- Brettus storki Logunov & Azarkina, 2008 — Borneo